# Байрру-Алту
Ба́йрру-А́лту (порт. Bairro Alto) — один из центральных районов Лиссабона. Расположен на высоком холме к западу от Байши, что обусловило его название (в буквальном переводе — «высокий район»). Связан с Байшей лифтом Санта-Жушта. От вокзала Росиу и Авенида да Либердаде в Байрру-Алту можно попасть с помощью подъёмника Элевадор-да-Глория.
Район был застроен к концу XVI века. В разрушительном лиссабонском землетрясении пострадал сильно, хотя и меньше, чем расположенная ниже Байша. Поскольку Байрру-Алту является одним из самых высоких районов города, здесь есть несколько смотровых площадок с живописными видами на город, главные из которых — Мирадору-ди-Санта-Катарина и Мирадору-ди-Сан-Педро-ди-Алькантра.
Современный Байрру-Алту — район шоппинга, развлечений и ночной жизни. Здесь множество клубов, где звучит как современная музыка, так и традиционное фаду. В Байрру-Алту большое количество театров.
Среди главных достопримечательностей:
- Монастырь Карму с археологическим музеем.
- Площадь Камоэнса, где установлена статуя великому португальскому поэту Луишу де Камоэнсу.
- Национальный театр Сан-Карлуш.